# Martin Rosemann

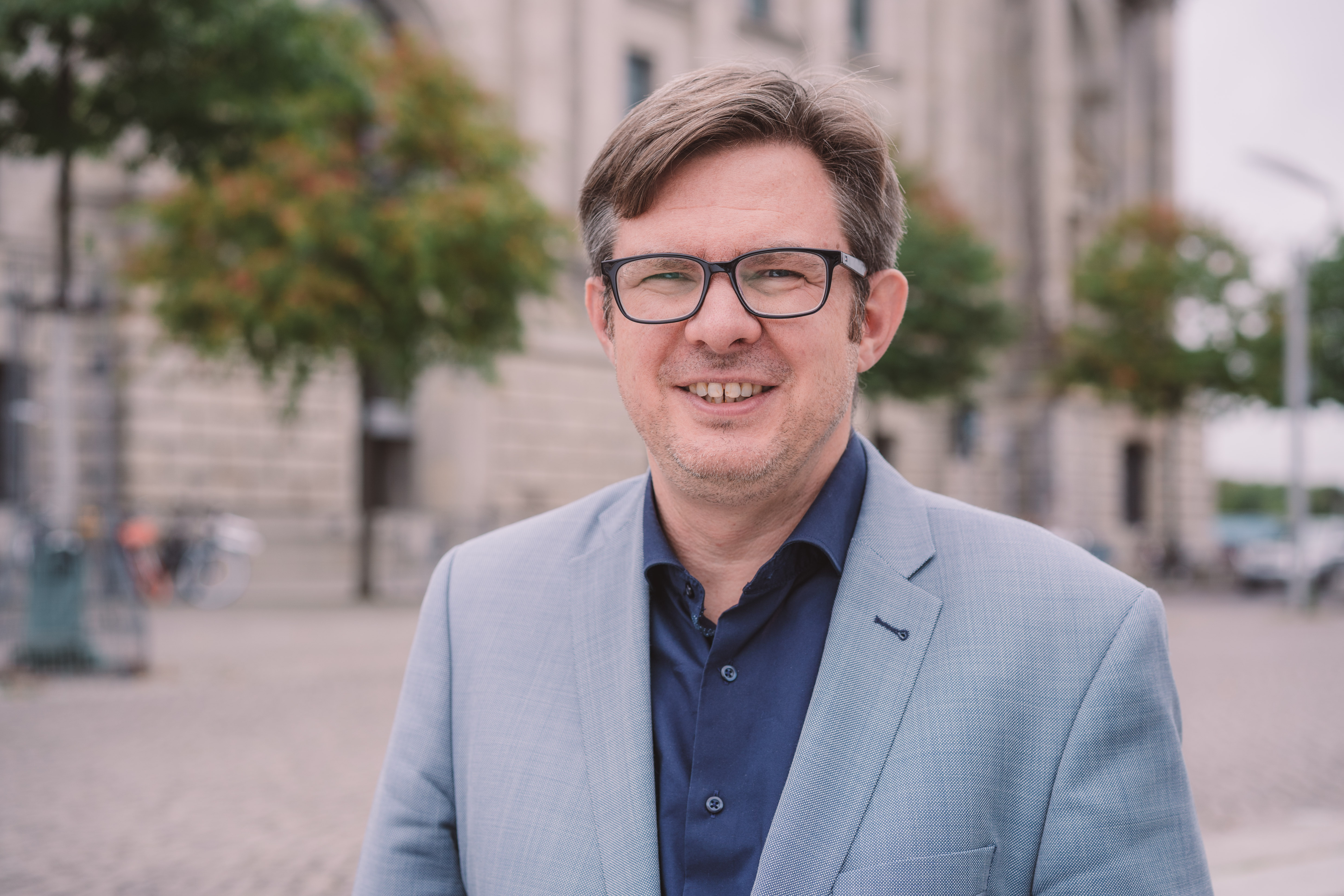
Martin Rosemann (2020)

Martin Rosemann (* 20. Oktober 1976 in Saulgau) ist ein deutscher Volkswirt und Politiker (SPD). Von 2013 bis 2025 war er Mitglied des Deutschen Bundestags. Rosemann war Mitglied im Ausschuss für Arbeit und Soziales sowie von 2021 bis 2025 Sprecher für Arbeit und Soziales der SPD-Fraktion im Deutschen Bundestag. Von Juni 2018 bis Januar 2022 leitete er außerdem die Landesgruppe der baden-württembergischen SPD-Abgeordneten im Deutschen Bundestag.

## Leben

### Ausbildung
Martin Rosemann wuchs in Tübingen auf und machte sein Abitur am dortigen Kepler-Gymnasium. Von 1996 bis 2001 studierte er Volkswirtschaftslehre an der Universität Tübingen. Martin Rosemann war Stipendiat der Studienstiftung des Deutschen Volkes. Sein Studium schloss er als Diplom-Volkswirt ab. 2006 promovierte er zum Thema „Auswirkungen datenverändernder Anonymisierungsverfahren auf Analysen mit Mikrodaten“ ebenfalls an der Universität Tübingen. Die Dissertation wurde mit dem Förderpreis 2006 des Statistischen Bundesamts ausgezeichnet.

### Berufliche Laufbahn
Von 2002 bis 2011 arbeitete Martin Rosemann für das Institut für Angewandte Wirtschaftsforschung (IAW) in Tübingen. Seit 2006 war er Projektleiter im Bereich Arbeitsmarkt- und Sozialpolitik und leitete zahlreiche Projekte zur Evaluation arbeitsmarktpolitischer Maßnahmen sowie im Bereich der Armuts- und Reichtumsberichterstattung. Zudem war er Leiter des Kompetenzzentrums Mikrodatenbasierte Politikberatung am IAW. Seit 2007 übernahm er einen Lehrauftrag an der Hochschule Pforzheim. Von 2011 bis zu seiner Wahl in den Deutschen Bundestag leitete er das Berliner Büro des Instituts für Sozialforschung und Gesellschaftspolitik.

### Politische Laufbahn

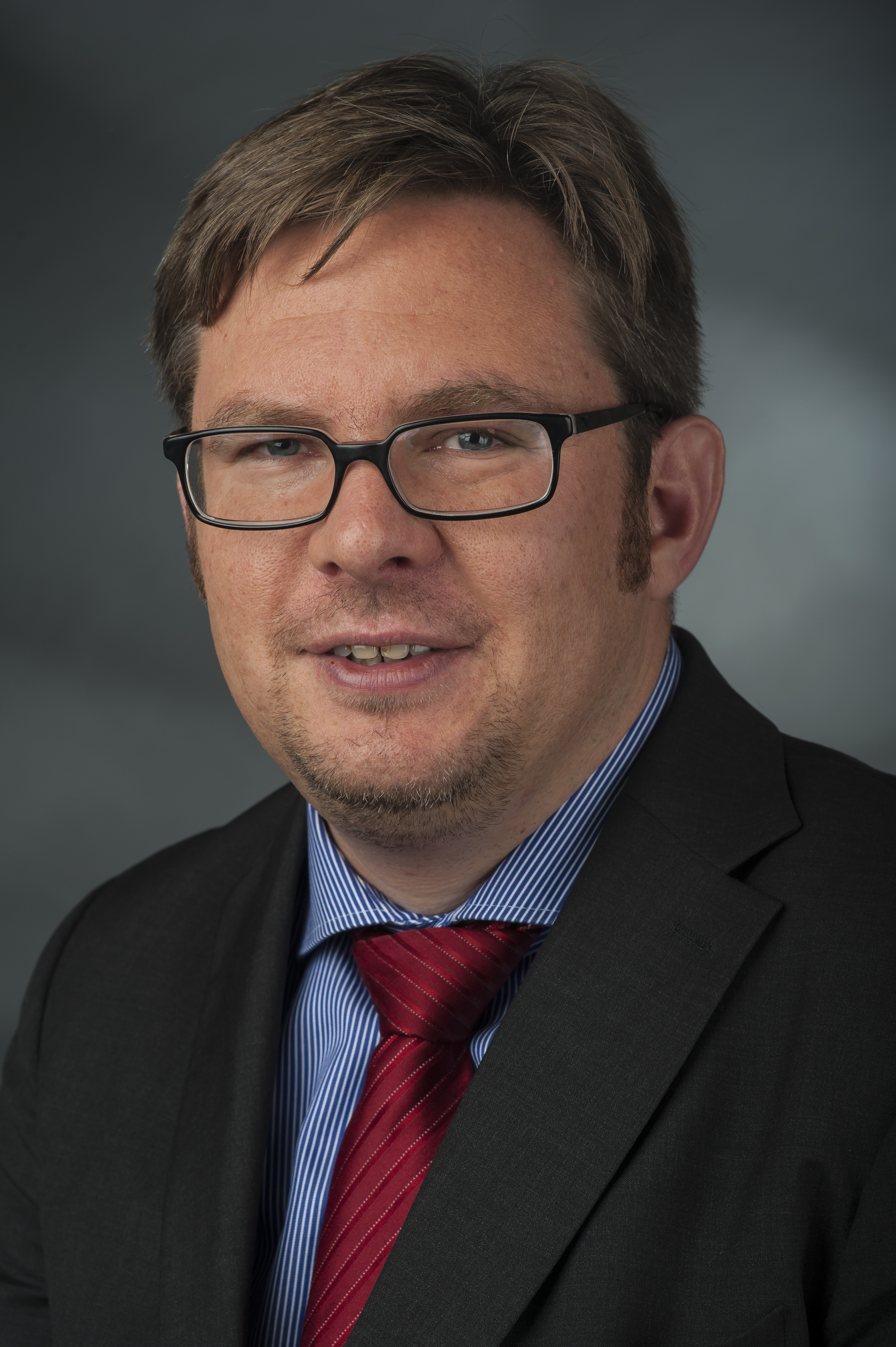
Martin Rosemann (2014)

Martin Rosemann wurde 1992 Mitglied der SPD. Von 2000 bis 2003 war er Landesvorsitzender der Jusos in Baden-Württemberg.
Zwischen 2003 und 2007 war er Vorsitzender des SPD-Kreisverbands Tübingen. Von 2004 bis 2011 gehörte er dem Tübinger Gemeinderat an und war in diesem ab 2007 der Vorsitzende der SPD-Fraktion. Martin Rosemann war von 2001 bis 2005 sowie von 2007 bis 2022 Mitglied des Landesvorstands der SPD in Baden-Württemberg. Von 2007 bis 2022 gehörte er dem Präsidium des SPD-Landesverbands an. Von 2010 bis 2018 war er Vorsitzender der Antragskommission des SPD-Landesverbands Baden-Württemberg. Von Juni 2018 bis Januar 2022 leitete er die Landesgruppe der baden-württembergischen SPD-Abgeordneten im Deutschen Bundestag.

### Abgeordnetentätigkeit

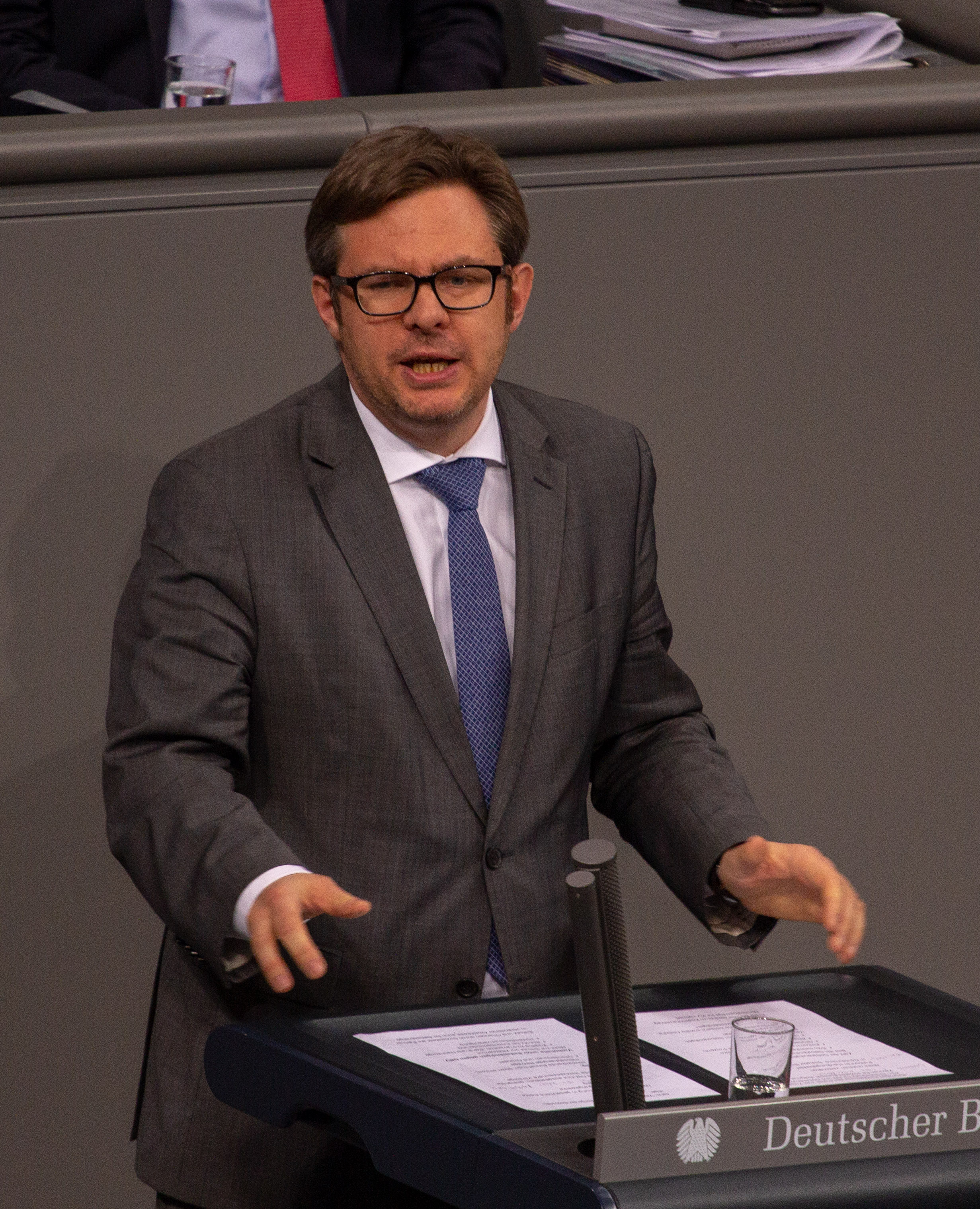
Martin Rosemann im Deutschen Bundestag, 2019

2009, 2013, 2017 und 2021 kandidierte Martin Rosemann im Bundestagswahlkreis Tübingen für den Deutschen Bundestag. 2013 gelang ihm auf Platz 17 der baden-württembergischen SPD-Landesliste der Einzug in den Bundestag. 2017 wurde er auf Platz 14 der Landesliste wiedergewählt. 2021 wurde er auf Platz 4 der Landesliste erneut gewählt. Rosemann gehörte seit seiner erstmaligem Wahl in den Bundestag dem Ausschuss für Arbeit und Soziales als ordentliches Mitglied an und galt als Arbeitsmarkt- und Sozialexperte seiner Fraktion. In der 18. Wahlperiode von 2013 bis 2017 war er federführender Berichterstatter für Rentenpolitik und damit de facto rentenpolitischer Sprecher der SPD-Bundestagsfraktion. Zudem leitete er die Projektgruppe „Neue Zeiten – Arbeits- und Lebensmodelle im Wandel“ im Rahmen des Projekts „Neue Gerechtigkeit“ der SPD-Bundestagsfraktion. In der 19. Wahlperiode war er von 2018 bis 2021 stellvertretender Sprecher der Arbeitsgruppe Arbeit und Soziales der SPD-Bundestagsfraktion. Zudem übernahm er die Zuständigkeit für Aktive Arbeitsmarktpolitik und das Thema Arbeit 4.0. In der 20. Wahlperiode war Rosemann von Dezember 2021 bis zu seinem Ausscheiden aus dem Bundestag im März 2025 Sprecher für Arbeit und Soziales der SPD-Fraktion im Deutschen Bundestag. Von 2022 bis 2025 gehörte er zudem dem Vorstand der SPD-Bundestagsfraktion an. Von 2018 bis 2022 war er Vorsitzender der baden-württembergischen Landesgruppe in der SPD-Bundestagsfraktion. Bei der Bundestagswahl 2025 kandidierte Rosemann nicht erneut. Nach der vorgezogenen Bundestagswahl schied er im März 2025 aus dem Deutschen Bundestag aus.

### Positionen
Martin Rosemann ist Verfechter eines vorsorgenden Sozialstaats, der die Beschäftigten angesichts von Digitalisierung und demografischem Wandel bereits während des Arbeitslebens umfassend unterstützt. Er ist einer der Initiatoren des so genannten Flexi-Rentengesetzes. Dabei gehen insbesondere die Flexibilisierung der Teilrente und die Stärkung von Prävention und Rehabilitation auf seine Initiative zurück.
Martin Rosemann tritt für mehr Flexibilität und Souveränität für die Beschäftigten bei Arbeitszeit und Arbeitsort ein. Er ist Befürworter eines so genannten Wahlarbeitszeitgesetzes und eines Rechtsanspruchs auf mobile Arbeit in dem Sinne, dass der Arbeitgeber gegenüber dem Arbeitnehmer begründungspflichtig ist, wenn er mobile Arbeit ablehnt.
Rosemann tritt für eine nachhaltige und generationengerechte Rentenpolitik ein und befürwortet neben einer starken gesetzlichen und umlagefinanzierten Rente eine stärker kapitalgedeckten betriebliche Altersvorsorge im Rahmen tariflicher Regelungen mit Fonds unter Trägerschaft der Sozialpartner.

### Mitgliedschaften
Martin Rosemann war während seiner Mitgliedschaft im Bundestag Mitglied des "Netzwerks Berlin", einem Zusammenschluss von progressiven SPD-Bundestagsabgeordneten - zeitweise auch Mitglied im Netzwerk-Vorstand.
Von 2014 bis 2018 war er Vorsitzender des „Netzwerks Mannheimer Kreis“ (NEMAK). NEMAK wurde Anfang 2001 im Stuttgarter Landtag gegründet. Mitglieder des Vereins seien "sowohl junge Sozialdemokratinnen und Sozialdemokraten als auch Menschen, die sich nicht parteipolitisch binden wollen".
Martin Rosemann ist Mitglied der Gewerkschaft Verdi sowie der überparteilichen Europa-Union Deutschland, die sich für ein föderales Europa und den europäischen Einigungsprozess einsetzt.
Er ist Gründungsmitglied des Fördervereins ProRegiostadtbahn und Mitglied in dessen Beirat.
Seit 2015 ist er stellvertretender Vorsitzender des Fördervereins Schwäbischer Dialekt e.V.

## Privates
Martin Rosemann wohnt in Tübingen, ist römisch-katholisch, verheiratet und Vater eines Sohnes und einer Tochter. Er ist ein Cousin des SPD-Politikers Stefan Rosemann.

## Veröffentlichungen
- Auswirkungen datenverändernder Anonymisierungsverfahren auf die Analyse von Mikrodaten, 2006, ISBN 978-3-88573-051-4 (= Dissertation der Universität Tübingen, 2006)